# Astragalus cornutus
Astragalus cornutus är en ärtväxtart som först beskrevs av Pall., och fick sitt nu gällande namn av Carl Ernst Otto Kuntze. Astragalus cornutus ingår i släktet vedlar, och familjen ärtväxter. Inga underarter finns listade i Catalogue of Life.